# Out of the Blue (album)
Pour les articles homonymes, voir Out of the Blue.
Albums de Electric Light Orchestra
A New World Record
(1976) Discovery
(1979)
Singles
1. Turn to Stone
Sortie : octobre 1977
2. Mr. Blue Sky
Sortie : janvier 1978
3. Wild West Hero
Sortie : mai 1978
4. Sweet Talkin' Woman
Sortie : septembre 1978
5. It's Over
Sortie : octobre 1978

Out of the Blue est le septième album studio d'Electric Light Orchestra, sorti le 28 octobre 1977. Ce double album est l'un des plus gros succès du groupe : il se classe dans le Top 5 au Royaume-Uni comme aux États-Unis. Les singles qui en sont tirés rencontrent également un grand succès, notamment Mr. Blue Sky, l'une des chansons les plus connues d'Electric Light Orchestra.

## Histoire

### Enregistrement
Après la fin de la tournée de promotion de l'album A New World Record, Jeff Lynne décide de s'isoler dans un chalet des Alpes suisses pour écrire de nouvelles chansons. Il compose ainsi une quinzaine de chansons en deux semaines.
L'enregistrement se fait en deux mois aux studios Musicland de Munich, où le groupe a déjà enregistré les albums Face the Music et A New World Record.
La troisième face de l'album correspond à une mini-suite intitulée « Concerto for a Rainy Day », dont le thème est le temps qu'il fait : la pluie (Standin' in the Rain) laisse place au beau temps (Mr. Blue Sky). Elle incorpore des effets sonores enregistrés par Jeff Lynne durant l'été pluvieux de 1977 à Munich.

### Accueil
L'album connaît un succès commercial important avant même sa sortie, puisqu'il est l'objet de quatre millions de précommandes. Il donne lieu à cinq singles à succès : Turn to Stone, Mr. Blue Sky, Wild West Hero, Sweet Talkin' Woman et It's Over. C'est le premier double album qui contienne quatre singles classés dans le Top 20 au Royaume-Uni.
Au Royaume-Uni, Out of the Blue atteint la quatrième place du hit-parade et y reste pendant 108 semaines. Il se classe également quatrième du Billboard 200, et est certifié disque de platine dans les deux pays.
Il est élu meilleur album de l'année par Capital London et le Daily Mirror en 1978. La même année, Jeff Lynne reçoit un Ivor Novello Award pour « contributions remarquables à la musique britannique ».
Dans le livret du coffret Flashback, Jeff Lynne affirme considérer A New World Record et Out of the Blue comme les deux meilleurs albums du groupe.

## Pochette
La pochette de l'album représente une navette spatiale entrant dans un vaisseau en forme de soucoupe volante portant le logo du groupe. Ce vaisseau, conçu par John Kosh, apparaissait déjà sur la pochette de l'album précédent du groupe, A New World Record. Le numéro de série inscrit sur la navette (JTLA 823 L2) correspond à celui de l'album original.

## Critique
L'album fait partie de la liste des 1001 Albums You Must Hear Before You Die. Le magazine Q l'a inclus à la onzième position de son classement « Guilty Pleasures ».

## Réédition
Une édition remasterisée avec trois titres bonus est parue en février 2007, année du trentième anniversaire de l'album. Cette réédition se classe 18e au Royaume-Uni à sa sortie.

## Titres
Toutes les chansons sont de Jeff Lynne.
| 1. | Turn to Stone       | 3:42 |
| 2. | It's Over           | 4:08 |
| 3. | Sweet Talkin' Woman | 3:48 |
| 4. | Across the Border   | 3:52 |

| 1. | Night in the City | 4:02 |
| 2. | Starlight         | 4:30 |
| 3. | Jungle            | 3:51 |
| 4. | Believe Me Now    | 1:21 |
| 5. | Steppin' Out      | 4:38 |

| 1. | Standin' in the Rain | 4:20 |
| 2. | Big Wheels           | 5:10 |
| 3. | Summer and Lightning | 4:13 |
| 4. | Mr. Blue Sky         | 5:05 |

| 1. | Sweet is the Night | 3:26 |
| 2. | The Whale          | 5:05 |
| 3. | Birmingham Blues   | 4:21 |
| 4. | Wild West Hero     | 4:40 |

L'édition remasterisée de Out of the Blue parue en octobre 2007 comprend trois titres bonus :
| 1. | Wild West Hero (autre version) | 0:24 |
| 2. | The Quick and the Daft         | 1:49 |
| 3. | Latitude 88 North              | 3:24 |

## Musiciens
- Jeff Lynne : chant, chœurs, guitare, claviers, percussions, arrangements, production
- Kelly Groucutt : basse, chant, chœurs, percussion
- Mik Kaminski : violon sur Sweet Talkin' Woman et Across the Border
- Melvyn Gale : violoncelle et piano sur Wild West Hero
- Hugh McDowell : violoncelle
- Richard Tandy : claviers, arrangements
- Bev Bevan : batterie, percussions, chœurs